# Agapanthus walshii
Agapanthus walshii är en amaryllisväxtart som beskrevs av Harriet Margaret Louisa Bolus. Agapanthus walshii ingår i släktet Agapanthus och familjen amaryllisväxter. Inga underarter finns listade i Catalogue of Life.